# Calvari de Toluges
El Calvari de Toluges és un monument religiós del poble de Toluges, de la comarca del Rosselló, a la Catalunya Nord.
Està situat en el centre del poble de Toluges, a la porta de la façana de migdia de l'església parroquial de Santa Maria.
Construït al segle xviii, és un dels pocs calvaris barrocs conservats avui dia.
Fou declarat Monument històric francès per decret datat el 24 d'octubre del 1927, amb el número PA00104144 del catàleg Mérimée.